# Camerun ai Giochi della XXVIII Olimpiade
Il Camerun partecipò ai Giochi della XXVIII Olimpiade, svoltisi ad Atene, Grecia, dal 13 al 29 agosto 2004, con una delegazione di 17 atleti impegnati in cinque discipline.

## Medaglie
| Medaglia | Atleta                 | Sport            | Evento                 |
| -------- | ---------------------- | ---------------- | ---------------------- |
| Oro      | Françoise Mbango Etone | Atletica leggera | Salto triplo femminile |

## Delegazione
| Sport             | Uomini | Donne | Totale |
| ----------------- | ------ | ----- | ------ |
| Atletica leggera  | 1      | 6     | 7      |
| Judo              | 4      | -     | 4      |
| Nuoto             | 1      | -     | 1      |
| Pugilato          | 4      | -     | 4      |
| Sollevamento pesi | 1      | 1     | 2      |
| Totale            | 11     | 7     | 18     |

## Risultati

### Atletica leggera
| Q | Qualificato al turno successivo per la Classifica in qualificazione                                                          |
| q | Qualificato per il turno successivo per ripescaggio o, negli eventi su campo, conquistando la misura minima per qualificarsi |

Maschile
Eventi su pista e strada
| Atleta           | Evento | Batteria  | Batteria   | Quarti di finale | Quarti di finale | Semifinale      | Semifinale      | Finale          | Finale          |
| Atleta           | Evento | Risultato | Classifica | Risultato        | Classifica       | Risultato       | Classifica      | Risultato       | Classifica      |
| ---------------- | ------ | --------- | ---------- | ---------------- | ---------------- | --------------- | --------------- | --------------- | --------------- |
| Joseph Batangdon | 200 m  | 20"92     | 3 Q        | dns              | -                | non qualificato | non qualificato | non qualificato | non qualificato |

Femminile
Eventi su pista e strada
| Atleta                                                                   | Evento            | Batteria  | Batteria   | Quarti di finale | Quarti di finale | Semifinale      | Semifinale      | Finale          | Finale          |
| Atleta                                                                   | Evento            | Risultato | Classifica | Risultato        | Classifica       | Risultato       | Classifica      | Risultato       | Classifica      |
| ------------------------------------------------------------------------ | ----------------- | --------- | ---------- | ---------------- | ---------------- | --------------- | --------------- | --------------- | --------------- |
| Delphine Atangana                                                        | 100 m             | 11"40     | 4ª q       | 11"60            | 8ª               | non qualificata | non qualificata | non qualificata | non qualificata |
| Hortense Béwouda                                                         | 400 m             | 52"11     | 5ª         | N.D.             | N.D.             | non qualificata | non qualificata | non qualificata | non qualificata |
| Mireille Nguimgo                                                         | 400 m             | 51"90     | 4ª q       | N.D.             | N.D.             | 52"21           | 7ª              | non qualificata | non qualificata |
| Muriel Noah Ahanda Hortense Béwouda Carole Kaboud Mebam Mireille Nguimgo | Staffetta 4×400 m | 3'29"93   | 7ª         | N.D.             | N.D.             | N.D.            | N.D.            | non qualificate | non qualificate |

Eventi sul campo
| Atleta                 | Evento       | Qualificazioni | Qualificazioni | Finale   | Finale     |
| Atleta                 | Evento       | Distanza       | Classifica     | Distanza | Classifica |
| ---------------------- | ------------ | -------------- | -------------- | -------- | ---------- |
| Françoise Mbango Etone | Salto triplo | 14"61          | 9ª Q           | 15"30    | Oro        |

### Judo
Maschile
| Athlete              | Evento  | Sedicesimi di finale          | Ottavi di finale         | Quarti di finale     | Semifinals           | Ripescaggio 1              | Ripescaggio 2                | Ripescaggio 3        | Finale / FB          | Finale / FB     |
| Athlete              | Evento  | Avversario Risultato          | Avversario Risultato     | Avversario Risultato | Avversario Risultato | Avversario Risultato       | Avversario Risultato         | Avversario Risultato | Avversario Risultato | Classifica      |
| -------------------- | ------- | ----------------------------- | ------------------------ | -------------------- | -------------------- | -------------------------- | ---------------------------- | -------------------- | -------------------- | --------------- |
| Jean-Claude Cameroun | −60 kg  | Akhondzadeh (IRI) P 0001–0030 | non qualificato          | non qualificato      | non qualificato      | Nazaryan (ARM) V 1000–0000 | Zintiridīs (GRE) P 0000–1000 | non qualificato      | non qualificato      | non qualificato |
| Bernard Mvondo-Etoga | −73 kg  | Akbarov (UZB) V 0011–0000     | Damdin (MGL) P 0011–0000 | non qualificato      | non qualificato      | non qualificato            | non qualificato              | non qualificato      | non qualificato      | non qualificato |
| Rostand Melaping     | −90 kg  | Mesbah (EGY) P 0000–0100      | non qualificato          | non qualificato      | non qualificato      | non qualificato            | non qualificato              | non qualificato      | non qualificato      | non qualificato |
| Franck Moussima      | −100 kg | Jang S (KOR) P 0000–1000      | non qualificato          | non qualificato      | non qualificato      | Ferguson (USA) V 0011–0001 | Ze'evi (ISR) P 0000–0210     | non qualificato      | non qualificato      | non qualificato |

### Nuoto
Maschile
| Atleta          | Evento            | Batteria  | Batteria   | Semifinale      | Semifinale      | Finale          | Finale          |
| Atleta          | Evento            | Risultato | Classifica | Risultato       | Classifica      | Risultato       | Classifica      |
| --------------- | ----------------- | --------- | ---------- | --------------- | --------------- | --------------- | --------------- |
| Cole Shade Sule | 50 m stile libero | 26"16     | 64º        | non qualificato | non qualificato | non qualificato | non qualificato |

### Pugilato
Maschile
| Atleta                | Evento            | Sedicesimi di finale  | Ottavi di finale     | Quarti di finale          | Semifinali           | Finale               | Finale          |
| Atleta                | Evento            | Avversario Risultato  | Avversario Risultato | Avversario Risultato      | Avversario Risultato | Avversario Risultato | Classifica      |
| --------------------- | ----------------- | --------------------- | -------------------- | ------------------------- | -------------------- | -------------------- | --------------- |
| Willy Bertrand Tankeu | Pesi welter       | Artayev (KAZ) P WO    | non qualificato      | non qualificato           | non qualificato      | non qualificato      | non qualificato |
| Hassan N'Dam N'Jikam  | Pesi medi         | Ubaldo (DOM) V 22+–22 | Lee (IRL) V 27+–27   | Gajdarbekov (RUS) P 13–26 | non qualificato      | non qualificato      | non qualificato |
| Pierre Celestin Yana  | Pesi mediomassimi | Lei Yp (CHN) P 16–24  | non qualificato      | non qualificato           | non qualificato      | non qualificato      | non qualificato |
| Carlos Takam          | Pesi supermassimi | N.D.                  | Aly (EGY) P 19–32    | non qualificato           | non qualificato      | non qualificato      | non qualificato |

### Sollevamento pesi
Maschile
| Atleta           | Evento | Strappo   | Strappo    | Slancio   | Slancio    | Totale | Classifica |
| Atleta           | Evento | Risultato | Classifica | Risultato | Classifica | Totale | Classifica |
| ---------------- | ------ | --------- | ---------- | --------- | ---------- | ------ | ---------- |
| Venceslas Dabaya | −69 kg | 145       | 7º         | 182,5     | 5º         | 327,5  | 5º         |

Femminile
| Atleta            | Evento | Strappo   | Strappo    | Slancio   | Slancio    | Totale | Classifica |
| Atleta            | Evento | Risultato | Classifica | Risultato | Classifica | Totale | Classifica |
| ----------------- | ------ | --------- | ---------- | --------- | ---------- | ------ | ---------- |
| Madeleine Yamechi | −69 kg | 105       | =6ª        | 130       | 7ª         | 235    | 7ª         |